# Solanum accrescens
Solanum accrescens là loài thực vật có hoa trong họ Cà. Loài này được Standl. & C.V. Morton miêu tả khoa học đầu tiên năm 1938.